# Karolina Wendt
Karolina Wendt, född 1822, död 1848, var en polsk ballerina. 
Hon var engagerad vid baletten på Nationalteatern, Warszawa 1839–1844. Hon tillhörde sin samtids mer uppmärksammade artister. Hon blev den första polska Sylfiden.